# Сухочаси
Сухочаси (пол. Suchoczasy) — село в Польщі, у гміні Здунська Воля Здунськовольського повіту Лодзинського воєводства.
Населення — 354 особи (2011).
У 1975-1998 роках село належало до Серадзького воєводства.

## Демографія
Демографічна структура станом на 31 березня 2011 року:
|          | Загалом | Допрацездатний вік | Працездатний вік | Постпрацездатний вік |
| -------- | ------- | ------------------ | ---------------- | -------------------- |
| Чоловіки | 172     | 33                 | 119              | 20                   |
| Жінки    | 182     | 45                 | 103              | 34                   |
| Разом    | 354     | 78                 | 222              | 54                   |